# Jean Castex
Jean Castex (n. 25 iunie 1965, Vic-Fezensac, Midi-Pyrénées, Franța) este un politician francez care a ocupat funcția de prim-ministru al Franței începând cu data de 3 iulie 2020 până pe 16 mai 2022. Înainte de numirea în acestă poziție, a fost funcționar public de rang înalt, însărcinat cu coordonarea luptei împotriva COVID-19 în Franța.

## Educație
Născut în Vic-Fezensac (Gers) Castex a studiat la Institutul de Studii Politice din Paris, pe care l-a absolvit în 1986. Ulterior a studiat la Școala Națională de Administrație (clasa Victor Hugo din 1991). 
A devenit funcționar public superior la Curtea de Conturi. 

## Cariera politică
Castex a devenit primar al Prades în 2008. A fost secretar general adjunct al președintelui între 2011–2012, consilier regional al regiunii Languedoc-Roussillon în perioada 2010–2015 și a ocupat funcția de consilier departamental în Pyrénées-Orientales din 2015. În septembrie 2017 a fost numit delegat interdepartamental pentru Jocurile Olimpice și Paralimpice din 2024; în plus, a fost numit președinte al Agenției Naționale a Sporturilor.
A fost membru al Republicanilor până la începutul anului 2020, fiind văzut drept un conservator social în cadrul partidului.
Pe 2 aprilie 2020 a fost numit coordonator pentru eliminarea treptată a COVID-19, program implementat în Franța în timpul pandemiei. După demisia premierului Édouard Philippe (la 3 iulie 2020), Castex a fost numit prim-ministru de către președintele Emmanuel Macron.
Pe 22 noiembrie 2021, Jean Castex, a fost testat pozitiv pentru Covid-19 și a fost închis timp de o săptămână.

## Legăuri externe
Materiale media legate de Jean Castex la Wikimedia Commons
- Curriculum vitae